# Али-пашина џамија
Али-пашина џамија налази се у Сарајеву главном граду Босне и Херцеговине. Саграђена је као задужбина коју је 1560—61. подигао османски намесник Али-паша, пореклом из села Разгометве крај Сарајева.
Њен градитељ био је вероватно један од ученика мимара Синана. Припада типу османских једнопросторних поткуполних џамија (класични истанбулски стил). По свом клесарском начину обраде портала, лукова, ступова, мирхаба, минбера и махфила не спада у најбогатије, али по својим пропорционалним односима, заснованом на златном резу, Али-пашина џамија представља врхунац у архитектури ове врсте џамија.
У унутрашњем простору страница квадрата има 9,50 метара, дебљина зидова 1,15 м, дубина трема 3,40 м, висина кубуса у ентеријеру је 9,50 м (правилна коцка), висина тамбура је 1,5 м, висина куполе изнад тамбура 3,33 метра. Висина џамије од пода до темена куполе у унутрашњости је 14,33 м. Начин зидања ове џамије говори о учешћу далматинских клесара.
Иако малих димензија Али-пашина џамија представља доминанту великог правоугаоног простора у центру Сарајева.
На малом гробљу уз џамију налази се гроб Али-паше са два нишана без натписа и с каменом саркофагом, те бројни нишани архаичних облика. У харему ове џамије налази се гроб Сафета Исовића.
Али-пашина џамија с харемом проглашена је националним спомеником Босне и Херцеговине 2005. године, а осветљена је 2008. године у склопу пројекта осветљења грађевина у Сарајеву.